# Parkalompolo

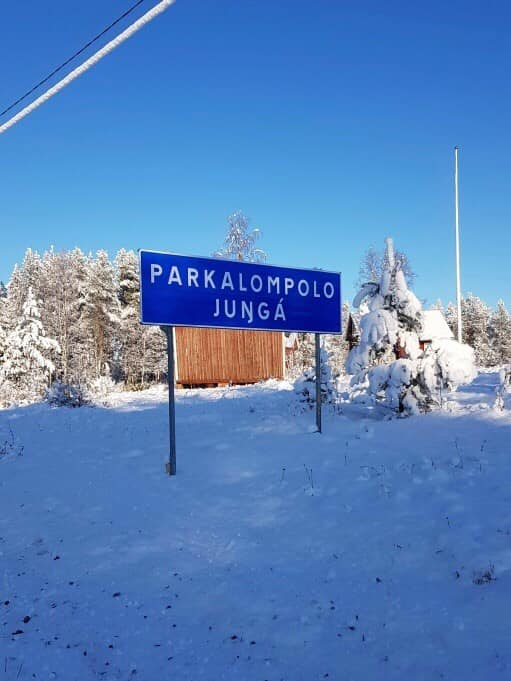
Vägskylten utbytt 2020 med korrekt stavning och med det samiska Junga. Byn kallades i folkmun Junkka (Meänkieli).

Parkalompolo (nordsamiska: Juŋgá) är en by i Muonionalusta distrikt (Pajala socken) i Pajala kommun, Norrbottens län. Byn var till och med 2000 klassad som en småort.
Byns renskötare (skogssamer) har historiskt hört antingen till Muonio sameby eller Vittangi sameby som gränsar till varandra.

## Historia
Byns grundare var bröderna Mickel, Nils och Henrik Junkka, födda i Muonio och söner till fjällsamen Per Mickelsson Junkka.
Nybygget Parkalompolo 1. blev grundutslaget till bröderna Henrik och Mickel Persson Junkka 29 december 1853. Den första beskrivningen av det blivande hemmanet lyder:
En med gran, barr och löfskog beväxt trakt cirka ¼ mil söderom Parkalombolo, en mil i norr från Keräntöjärvi by/…/ Tillräcklig åker för ett nyhemman om minst 1/8 dels mantal kan här uptagas i stenbunden sand och lermylla med någorlunda frostfritt läge. Mickel Pehrson har härstädes redan uppfört: ett pörte med kammare och förstuga af 12 alnars längd och 9 alnars bredd [ 7,1 m x 5,3 m ] under tak af kluvet wirke, pörtet försvarligen inredt men kammaren saknade eldstad: ett mindre fähus med foderlada, användbara till en början och en liten bod; hvarhjemte han uppbrutit cirka 1 ½ skälsland åker[925.5 °m].
Första bosättningen var lokaliserad till Kenttälompolos strand men något år efter synen 1853 flyttar bröderna sina boningshus några kilometer från stranden upp på det närliggande fjället som nu bär namnet Junkkavaara eller Siloanpalo. sitan Parkalompolo är utsatt på Oluf Tresks karta från 1643. Enligt muntlig tradition så skulle bröderna ha trott att den ursprungliga boplatsen var hemsökt av onda andar, bland annat brann flera byggnader ned, och de vågade därför inte bo kvar vid stranden.

### Befolkningsutveckling
| Befolkningsutvecklingen i Parkalompolo 1960–2000                                                                          | Befolkningsutvecklingen i Parkalompolo 1960–2000 | Befolkningsutvecklingen i Parkalompolo 1960–2000 | Befolkningsutvecklingen i Parkalompolo 1960–2000 | Befolkningsutvecklingen i Parkalompolo 1960–2000 |
| --- | ------------------------------------------------ | ------------------------------------------------ | ------------------------------------------------ | ------------------------------------------------ |
| |                                                  |                                                  |                                                  |                                                  |
| År |                                                  |                                                  | Folkmängd                                        | Areal (ha)                                       |
| 1950 | 1950                                             |                                                  | 224                                              | ##                                               |
| 1960 | 1960                                             |                                                  | 280                                              | 54                                               |
| 1965 | 1965                                             |                                                  | 247                                              | 65                                               |
| 1970 | 1970                                             |                                                  | 202                                              | 65                                               |
| 1990 | 1990                                             |                                                  | 77                                               | 53#                                              |
| 1995 | 1995                                             |                                                  | 69                                               | 53#                                              |
| 2000 | 2000                                             |                                                  | 58                                               | 53#                                              |
| Anm.: Upphörde som tätort 1975. Upphörde som småort 2005. ## Som tätort/befolkningsagglomeration 1920–1950. # Som småort. |                                                  |                                                  |                                                  |                                                  |

På grund av förändrat dataunderlag hos Statistiska centralbyrån så är småortsavgränsningarna 1990 och 1995 inte jämförbara. Befolkningen den 31 december 1990 var 82 invånare inom det område som småorten omfattade 1995. I augusti 2020 fanns det enligt Ratsit 19 personer över 16 år registrerade med Parkalompolo som adress.

## Idrott
I byn finns ett fotbollslag, Parkalompolo IK, som 2006 kom 11:a i division 4 Norra Norrland och därmed degraderades till division 5 inför säsongen 2007.
Den 10 april 1950 antogs Parkalompolo IK i RF, Riksidrottsförbundet. Ansökningen var undertecknad av ordförande Manfred Kitti och sekreteraren Sten Kitti. Övriga initiativtagare var Samuel Andersson, Axel Gunnestam, Börje Andersson och Harry Heikki. Årsavgiften var 20 öre per medlem. Det året registrerades 18 medlemmar. Föreningens verksamheter skulle vara fotboll, friidrott och skidor. Samma år spelade man den första fotbollsmatchen mot Kitkiöjoki borta, laget cyklade till matchen.
1959 gick man in i Svenska Fotbollförbundets seriesystem.
Fotbollslaget har Palovallen, Sveriges nordligaste naturgräsplan, som hemmaarena. 1958 donerade Einar Gunillasson mark för en reglementsenlig fotbollsplan. Det var ett evigt plockande av småsten innan träningar och matcher. På fredagskvällen var det bara att bege sig till planen; killarna gick på rad, skuldra mot skuldra och plockade sten. Under 1970-talets mitt  fick planen en riktig ansiktslyftning, stora mängder jord kördes och schaktades ut, det blev en mycket bra jordplan. Stenplockandets tid var förbi! År 1993 påbörjades arbetet med att färdigställa en gräsplan i eget regi och den 29 juli 1995 invigdes gräsplanen på Palovallen.

## Amatörradioverksamhet
En radioförening, Sveriges DX-Förbund, SDXF, har i Parkalompolo en större anläggning med trådantenner. Varje vinter sedan 1995 har radioentusiaster samlats i Parkalompolo för att i den relativt störningsfria radiomiljön avlyssna interkontinentala radiosändningar.